# ヘンリー・カルヴィン
ヘンリー・カルヴィン(Henry Calvin、1918年5月25日 - 1975年10月6日)とは、アメリカ合衆国の俳優。本名はウィンバリー・カルヴィン・グッドマン。彼は1957年から1959年にかけて放送されたアメリカのテレビドラマ「怪傑ゾロ」で、スペイン兵のデメトリオ・ロペス・ガルシア軍曹として知られている。

## 経歴
ヘンリーはテキサス州ダラスに生まれ、幼少期は地元のバプティスト教会で聖歌隊として歌い、ソリストとしてもしばしば注目を浴びていた。
幼い頃にウィネッカ小学校に通学、テキサス州ダラスのサンセット高校を卒業した後、サザン・メソジスト大学を経て、俳優、歌手としての活動を始める。

## 活動
1950年に、カルヴィン自身のNBCラジオ番組を開き、ブロードウェイに出演。Kismetでは、ワジール警部として出演したこともある。
1952年に子供向けテレビ番組『Howdy Doody』でビッグ・ベン役、1956年には『Crime Against Joe』でレッド・ウォーラー役で映画デビュー。
『怪傑ゾロ』で活躍するデメトリオ・ロペス・ガルシア軍曹は、ゾロと彼の仮の姿であるドン・ディエゴ・デ・ラ・ベガ（ガイ・ウィリアムズ）のコミカルな敵役だった。時には友人（特にディエゴにとって）であり、時に友人（特にディエゴ）、時に敵として、ガルシアはいつも他の登場人物に振り回され、食べ物とワインには弱い方だった。
また、『怪傑ゾロ』の主題歌を歌ったことがある。カルヴィンの豊かなバリトン声は、作品中の数々の音楽にも参加している。シリーズを通して多くの音楽の幕間に貢献し、酒を飲む時の歌からセレナーデまで、様々なジャンルの音楽を歌い上げた。また、アネット・フニチェロとデュエットしたエピソードもある。
ABCとの契約問題で本作の放送が終了した後、1960年と1961年にウォルト・ディズニー・プレゼンツの一部として放送された全4話のゾロで、ガルシア役を再び演じている。

## 担当作品
| 担当作品                                        | 役                               | 日本語吹き替え版 |
| ----------------------------------------------- | -------------------------------- | ---------------- |
| Crime Against Joe                               | レッド・ウォーラー               | -                |
| The Broken Star                                 | ソートン W. ウィリス             | -                |
| The Yeomen of the Guard (Hallmark Hall of Fame) | ウィルフレッド・シャドボルト     | -                |
| 怪傑ゾロ                                        | デメトリオ・ロペス・ガルシア軍曹 | 小松方正         |
| サーカス小僧                                    | ベン・コッター                   |                  |
| Walt Disney Presents『怪傑ゾロ』(全4話分)       | デメトリオ・ロペス・ガルシア軍曹 | -                |
| おもちゃの王国                                  | ゴンゾーゴ                       | 金子由之 (VOD版) |
| The Dick Van Dyke Show                          | サム・ポメランツ                 | -                |
| Petticoat Junction                              | ピクセリー・ファッツ             | -                |
| Ship of Fools                                   | グレゴリオ (太った男)            | -                |
| 0022アンクルの女                                | シェイク・アリ・ハセン           | 不明             |
| 0022アンクルの女                                | ブラザー・ピーター               | 不明             |
| 逃げろや逃げろ!!                                | ジョーズ                         | 不明             |
| Mannix                                          | ラザーロ・フィゲロア             | 不明             |